# Gaspar Hovic
Gaspar Hovic, auch als Jaspaert Heuvich oder Gaspard Heuvick (* um 1550 in Oudenaarde; † 1627 in Bari) war ein flämischer Maler, der sich lange in Italien aufhielt und insbesondere für den Bischof von Apulien mehrere Gemälde anfertigte.

## Leben
Hovic wurde um 1550 in Oudenaarde, einer kleinen flämischen Stadt in der Nähe von Gent geboren. Sein Vater Josse war ein Teppichweber, in dessen Werkstatt der Sohn vermutlich das Handwerk erlernte. Um das Jahr 1570, im Alter von zwanzig Jahren, unternahm er seine erste Reise nach Italien und blieb in Mantua, wo er Schüler von Lorenzo Costa wurde, der ihn auch mit dem Stil von Taddeo Zuccari in Berührung brachte, mit dem er in Rom zusammengearbeitet hatte.
Anschließend übersiedelte Hovic nach Rom, wo er Karel van Mander kennenlernte. Hovic blieb dort etwa 11 Jahre lang und verkehrte in der Gruppe um den Groteskenmaler Giacomo Rosignolo. Schon in Mantua erhielt Hovic Einblicke in die Techniken des römischen Manierismus von Federico Zuccari, Federico Barocci und Marco Pino. Diese Kenntnisse baute er in Rom aus und setzte sich intensiv mit den Werken von Raffael und Michelangelo auseinander. 1580 bis 1588 hielt er sich am Hofe des Bischofs von Bari, Antonio Puteo, auf. Dort war er nicht nur als Maler tätig, sondern wurde während einer Hungersnot auch zum Importeur von Getreide aus Flandern.
Ab 1588 war der Maler wieder häufig in seiner Heimatstadt beschäftigt. Wo er sich zwischen 1590 und 1596 aufhielt, ist bis heute weitgehend unbekannt. Möglicherweise lebte er in dieser Zeit in Venedig, da seine Malerei Einflüsse der venezianischen Malerei zeigt. Ab 1596 lebte er dann wieder in Bari, wo er sich nun dauerhaft niederließ und eine florierende Werkstatt unterhielt.

## Werke (Auswahl)
- 1581: San Nicola di Myra in cattedra Öl auf Leinwand, Kapuzinerkirche in Minervino Murge (Barletta-Andria-Trani)
- 1582: Ultima Cena Öl auf Leinwand, Kirche Santa Maria Vetrana in Triggiano (Bari)
- 1588: Giudizio universale Malerei auf Holz, Stedelijk Museum in Oudenaarde (Belgien)
- 1589: L’allegoria della Giustizia Malerei auf Holz, Stedelijk Museum in Oudenaarde
- 1590–1596: Natività Malerei auf Kupfer, Galleria Sabauda in Turin
- 1596: Adorazione dei pastori und San Michele Gemälde auf Leinwand, Kirche San Bernardino in Molfetta (Bari)
- 1598: Madonna degli Angeli Öl auf Leinwand, Kirche Sant’Angelo in Ruvo di Puglia (Bari)
- 1602: Sant’Orsola e le compagne Malerei auf Holz, Kirche Maria Santissima Annunziata in Modugno (Bari)[4], ursprünglich im Besitz der Kirche San Giuseppe delle Monacelle
- 1604: Madonna di Costantinopoli Öl auf Leinwand, Kirche Sant’Antonio in Polignano a Mare (Bari)
- 1608: L'Immacolata Öl auf Leinwand, Kirche dell’Immacolata Concezione in Acquaviva delle Fonti (Bari)
- 1613: Adorazione dei Magi Öl auf Leinwand, Kirche Sant’Angelo in Ruvo di Puglia

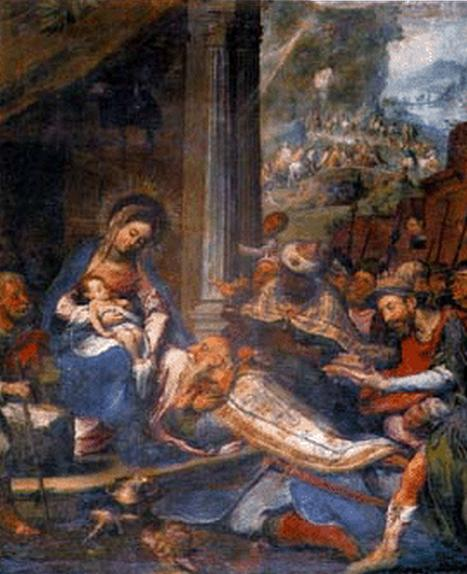
Adorazione dei Magi 1613
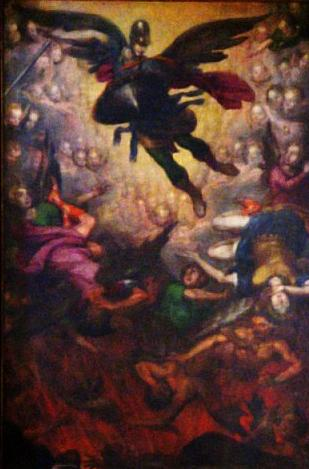
San Michele 1596
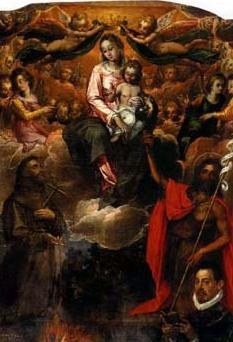
Madonna degli Angeli 1598
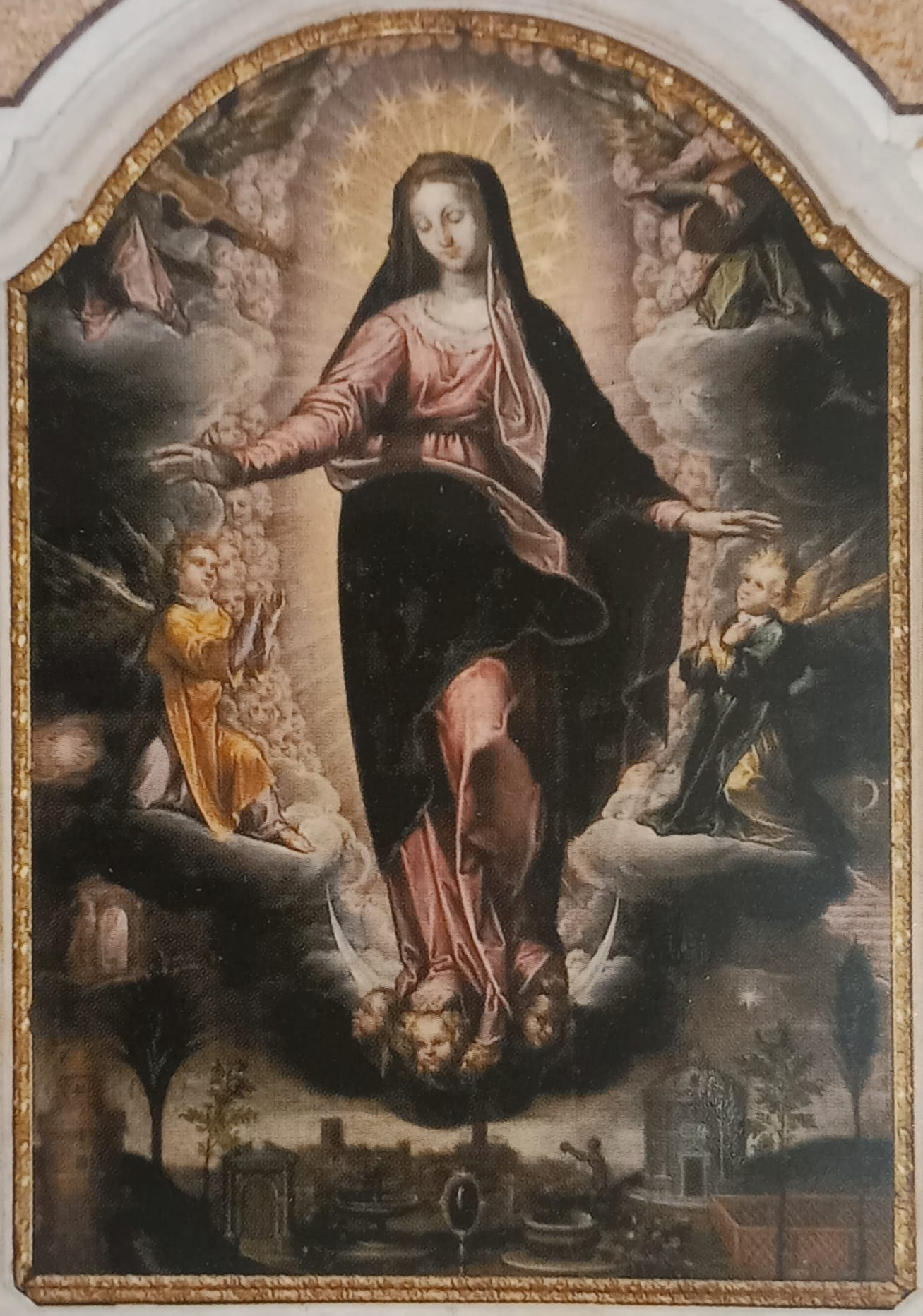
Immacolata 1608

## Ihm zugeschriebene Werke (Auswahl)
- San Nicola di Bari Kapuzinerkirche in Corato (Bari)
- La strage degli Innocenti Gemälde auf Leinwand, Kirche del Cristo Re in Bitonto
- La Vergine con santi Gemälde auf Leinwand, Kirche del Cristo Re in Bitonto
- um 1600: Natività, circa, Fresko, Kirch San Giacomo in Bari
- zwischen 1602 und 1608: Il Redentore Gemälde auf Leinwand, Kirche Matrice di Santa Maria la Porta Palo del Colle (Bari)
- zwischen 1602 und 1608: L’Immacolata Öl auf Leinwand, Kirche Sant’Anna in Bari
- zwischen 1602 und 1608: Madonna con Angeli Gemälde auf Leinwand, Kirche San Francesco in Bitonto (Bari)